# Kinderen voor Kinderen Festival
Het Kinderen voor Kinderen Festival, ook wel Kinderen voor Kinderen Korenfestival genoemd, is een kinderprogramma van de VARA en de BRT, dat werd uitgezonden van 1989 tot 1992. In het programma werd een wedstrijd tussen Nederlandse, en later ook Vlaamse, kinderkoren gehouden. De koren zongen hierbij liedjes uit het repertoire van Kinderen voor Kinderen.
De koren mochten zelf kiezen welke liedjes ze gingen zingen, maar ze moesten wel één solo, één liedje met een videoclip, en een liedje van de nieuwe Kinderen voor Kinderen uitvoeren. Deze nieuwe Kinderen voor Kinderen werd dan uitgezonden na de finale-aflevering van het festival. In 1990, 1991 en 1992 waren er ook "VIP-liedjes", waarbij een bekende Nederlander of Belg met de twee koren een liedje zong.
In 1989 werd het programma gepresenteerd door Hanneke Kappen. Er namen toen zes kinderkoren uit Nederland deel, afkomstig uit Amsterdam, Drachten, Rotterdam, Tilburg, Enschede en Emmen. De jury bestond uit 12 kinderen, uit elke provincie een. Zij gaven cijfers van 1 t/m 10. Het koor uit Drachten won dat jaar. Een aantal kinderen van dit koor mocht vervolgens met Kinderen voor Kinderen 10 meedoen.
In 1990 deden ook Vlaamse koren mee. Het programma werd vanaf dat jaar ook op BRT 1  uitgezonden. Kinderen voor Kinderen Festival werd in 1990 gepresenteerd door Jan Douwe Kroeske en Veerle Keuppens. De deelnemers uit Nederland kwamen uit Groningen, Dronten, Amersfoort en Sluis. De deelnemers uit België kwamen uit Gullegem, Kontich, Zaventem en Alken. Het koor uit Gullegem won. De jury bestond vanaf dat jaar uit vier kinderen en twee volwassenen, twee kinderen en een volwassene uit Nederland en twee kinderen en een volwassene uit Vlaanderen. Ook nu werden er cijfers gegeven van 1 t/m 10.
Het seizoen 1991 werd gepresenteerd door Bart Peeters. De Nederlandse koren die deelnamen kwamen uit Meijel, Nijmegen, Roosendaal en Voorhout. De Belgische koren die deelnamen kwamen uit Opglabbeek, Merelbeke, Tienen en Merksplas. Het koor uit Opglabbeek won in de finale van het koor uit Meijel.
In 1992 werd het laatste Kinderen voor Kinderen Festival gehouden. Dit werd weer gepresenteerd door Bart Peeters. De Nederlandse koren die meededen kwamen uit Alkmaar, Uden, Purmerend en Goor. De Vlaamse koren die meededen kwamen uit Sint-Genesius-Rode, Oostende, Laarne en Ekeren. In de finale zaten Alkmaar en Sint-Genesius-Rode. Het koor uit Alkmaar won met één punt verschil. De tekst van de tune was in deze serie aangepast:
Vlaanderen en Nederland zingen met plezier
Kinderen voor Kinderen, elk op hun manier
De jury die nu wordt begroet, gaat samen tijden tegemoet
Want Vlaanderen en Nederland zijn allebei steengoed!
Vanaf 1993 werd het Kinderen voor Kinderen Festival opgevolgd door het Kinderen voor Kinderen Songfestival waarbij individuele kinderen deelnamen.